# Club Sportivo Barracas
O Club Sportivo Barracas, também conhecido como Sportivo Barracas ou simplesmente como Barracas, é um clube esportivo argentino localizado no bairro de Barracas, em Buenos Aires. Foi fundado em 30 de outubro de 1913 e ostenta as cores           azul,  e branco.
Sua principal atividade esportiva é o futebol profissional. O clube disputa a Primera D, uma das duas ligas que compõem a quinta divisão do sistema de ligas de futebol argentino. O clube não possui estádio próprio e manda seus jogos no estádio Nuevo Francisco Urbano, de propriedade do Deportivo Morón, e cuja inauguração ocorreu em 26 de julho de 2013. A praça esportiva, localizada na cidade de Morón, capital do município de nome homônimo, na província de Buenos Aires, conta com capacidade para 32 000 espectadores.

## Títulos
| NACIONAIS | NACIONAIS                       | NACIONAIS  | NACIONAIS | NACIONAIS  | NACIONAIS           |
| Divisão   | Competição                      | Associação | Títulos   | Temporadas | Ref.                |
| --------- | ------------------------------- | ---------- | --------- | ---------- | ------------------- |
| Primeira  | Primera División B              | AAF        | 1         | 1932       | [ 8 ] [ 9 ]         |
| Segunda   | División Intermedia             | AAF        | 1         | 1916       | [ 10 ] [ 11 ] [ 9 ] |
| COPAS     |                                 |            |           |            |                     |
| —         | Competição                      | Associação | Títulos   | Temporadas | Ref.                |
| —         | Copa de Competencia Jockey Club | AAF        | 1         | 1921       | [ 8 ] [ 9 ]         |